# علاء أبو صالح
{{صندوق معلومات سيرة كرة قدم
| صورة = Ala'a Abu Saleh.JPG
علاء أبو صالح (25 يونيو 1987 في سخنين - ) لاعب كرة قدم من فلسطين. يلعب كظهير أيمن في نادي هبوعيل إكسال، في دوري الدرجة الثانية الإسرائيلي.

## مسيرته الكروية
بدأ أبو صالح مسيرته المهنيّة في قسم الشباب مع أبناء سخنين في 13 كانون الأول، في سنة  2005  
ظهر لأول مرة في الفريق بخسارة 4-3 أمام فريق "أشدود" تصفية الكأس .
في الجولة الأخيرة من موسم 2005- 2006  ظهر لأول مرة في الدوري الكبير في مباراة ضد
مكابي حيفا، انتهت بالتعادل 2-2، في موسم 2006/2007  بدأ التدريب مع فريق أبناء سخنين بانتظام
وفي 30 ديسمبر عام 2006  سجل هدفه الأول في مسيرته بالفوز 0-3 على "هبوعيل "الناصرة ونتسيرت عيليت".
في موسم 2007/2008 خاض 14 مباراة معظمها بالدوري.
وفي الموسم التالي 2009\2010 شارك في 13 مباراة، حيث  تولى مكانه في التشكيلة الأساسيّة
في النادي وسجل 25 مباراة، وفي موسم  2010/2011  قدّم 31 مباراة وأيضًا سجل هدفه الأول في
الدوري الإنجليزي، في الخسارة 3-1 ل "مكابي نتانيا " في شهر فبراير عام 2015 تم اكتشاف صدع
ووجع في كاحله ويحتاج إلى فترة نقاهة طويلة. في يوليو  عام 2016  وقّع أبو صالح مع فريق شباب
الخليل من الدوري الفلسطيني وتم استدعاؤه لاحقًا لمنتخب فلسطين وشارك لأول مرة في 6 سبتمبر عام 2016 .
في تعادل 1-1 مع فريق طاجيكستان، في 10 تموز عام 2017 عاد لولاية ثانية في "بني سخنين"
ووقّع لموسم واحد مع خيار لموسم آخر. في 22 يونيو عام 2018 وقّع مع "هبوعيل أكسال" من الرابطة الوطنية.

## روابط خارجية
- علاء أبو صالح على موقع قاعدة بيانات كرة القدم.إي يو (الإنجليزية)
- علاء أبو صالح على موقع ناشيونال فوتبول تيمز (الإنجليزية)
- علاء أبو صالح على موقع Soccerway.com (الإنجليزية)